# Eclipse Aviation
Pour les articles homonymes, voir Éclipse (homonymie).
Eclipse Aviation est un constructeur aéronautique américain basé à Albuquerque, Nouveau-Mexique sur l'Aéroport international d'Albuquerque.

## Histoire
Eclipse Aviation est créé par Vern Raburn, un des premiers employés de Microsoft, en 1998.

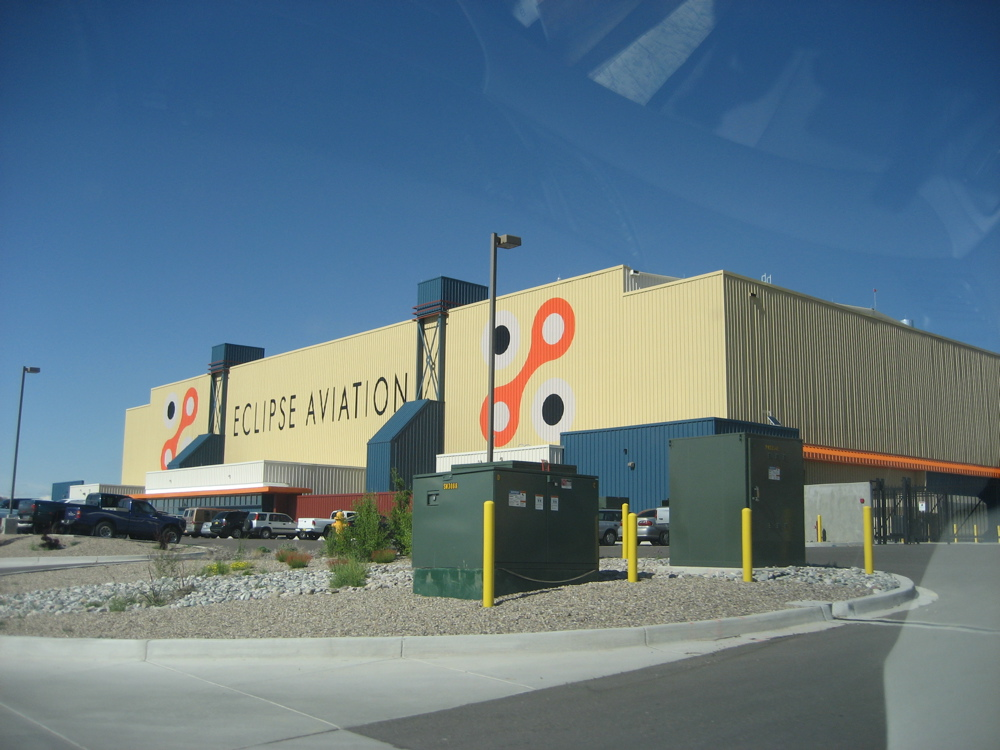
Eclipse Aviation à Albuquerque

Eclipse est spécialisé dans les très petits jets d'affaires comme le Eclipse 500. La production de ce dernier est arrêtée mi-2008 en raison d'un manque de fonds propres. Eclipse Aviation est déclarée en faillite le 25 novembre 2008.
Elle a alors arrêté sa production et ses développements mais assure la maintenance des 260 appareils livrés.
En 2009, la société Eclipse Aerospace reprend les activités de Eclipse Aviation, relançant la production de l'Eclipse 500 et lançant le développement d'un plus petit modèle ,,
.

## Avions
Avions produits par Eclipse Aviation :
- Eclipse 400, un prototype, en 2007 ;
- Eclipse 500, 260 exemplaires, entre 2006 et 2008.